# Matthew Mole
Matthew Mole (Kaapstad, 28 oktober 1991) is een Zuid-Afrikaanse singer-songwriter. Zijn muziek kan omschreven worden als opgewekte indiefolk met elektronische invloeden.

## Loopbaan
In 2011 bracht Mole zijn eerste ep, You Did Well, Kid, online uit. Een jaar later won hij Converse Get Out Of The Garage, een competitie die op zoek gaat naar de beste beginnende muziektalenten in Zuid-Afrika. Daarna tekende hij een contract bij het onafhankelijke platenlabel Just Music en bracht hij zijn tweede ep, Same Parts, Same Heart, uit.
In 2013 volgde de release van zijn eerste album, The Home We Built. Het album bevat een aantal succesvolle nummers, waaronder Take Yours, I'll Take Mine, You & Your Crown en Autumn, en kwam op de eerste plaats binnen in de Zuid-Afrikaanse iTunes-hitlijst. Mole werd daarmee de eerste Zuid-Afrikaanse artiest die daarin slaagde. Het album werd ook verkozen tot iTunes Editors' Choice Album Of The Year en kreeg in 2014 een deluxe-editie.
Zijn tweede album, Run, kwam in 2016 uit en bereikte eveneens de eerste plaats in de Zuid-Afrikaanse iTunes-hitlijst. In 2019 volgde een derde, meer elektronisch getint album, met als titel Ghost. Mole stond op verschillende grote festivals en speelde het voorprogramma voor bands als Bastille, Of Monsters and Men en The Fray. Door zijn positieve uitstraling en de folkinvloeden in zijn muziek wordt hij voornamelijk vergeleken met Owl City en Jason Mraz. Zelf noemt hij Mumford & Sons en Gold Panda als zijn voornaamste invloeden.

## Discografie

### Albums
- 2013 – The Home We Built
- 2014 – The Home We Built (Deluxe Edition)
- 2016 – Run
- 2019 – Ghost

### Extended plays
- 2011 – You Did Well, Kid
- 2012 – Same Parts, Same Heart
- 2020 – Honey, I'm Home